# Municipio de Rush (condado de Champaign)
El municipio de Rush (en inglés: Rush Township) es un municipio ubicado en el condado de Champaign en el estado estadounidense de Ohio. En el año 2010 tenía una población de 2613 habitantes y una densidad poblacional de 31,8 personas por km².

## Geografía
El municipio de Rush se encuentra ubicado en las coordenadas 40°10′29″N 83°32′44″O / 40.17472, -83.54556. Según la Oficina del Censo de los Estados Unidos, el municipio tiene una superficie total de 82.16 km², de la cual 82,07 km² corresponden a tierra firme y (0,11 %) 0,09 km² es agua.

## Demografía
Según el censo de 2010, había 2613 personas residiendo en el municipio de Rush. La densidad de población era de 31,8 hab./km². De los 2613 habitantes, el municipio de Rush estaba compuesto por el 96,4 % blancos, el 0,46 % eran afroamericanos, el 0,46 % eran amerindios, el 0,46 % eran asiáticos, el 0,08 % eran de otras razas y el 2,14 % eran de una mezcla de razas. Del total de la población el 0,57 % eran hispanos o latinos de cualquier raza.